# خوان مارتينيز (رياضياتي)
خوان مارتينيز (بالإسبانية: Juan Martínez Guijarro)‏ (و. 1486 – 1557 م) هو رياضياتي، وكاهن كاثوليكي، وأستاذ جامعي إسباني، ولد في إسبانيا، توفي في طليطلة، عن عمر يناهز 71 عاماً.

## مناصب
تولى منصب الكاردينال
- مطران طليطلة  [لغات أخرى]‏.

## روابط خارجية
- خوان مارتينيز على موقع الموسوعة البريطانية (الإنجليزية)